# Aile en flèche inversée

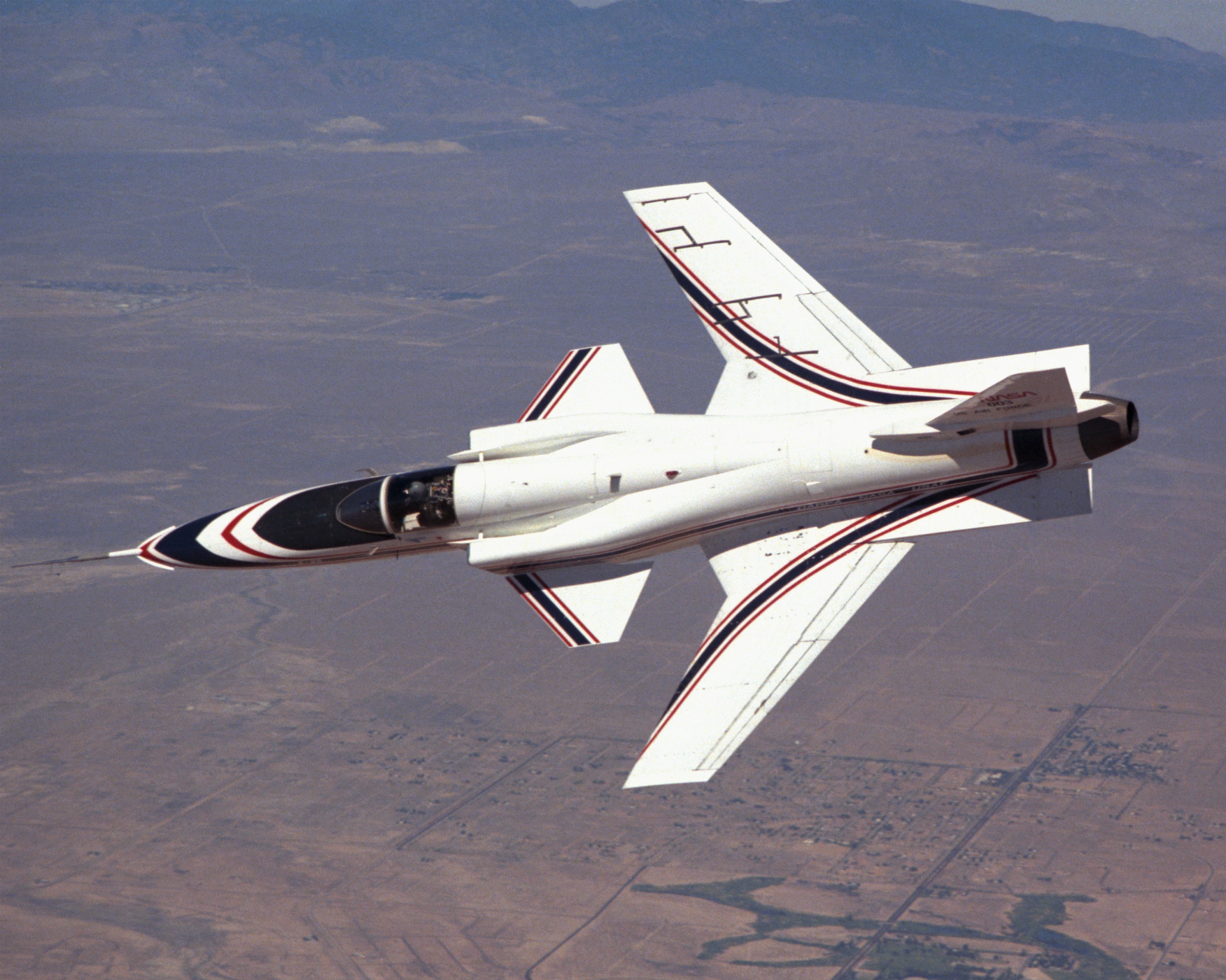
L'avion expérimental X-29 en virage.

Pour un article plus général, voir Configuration d'aile.
L'aile en flèche inversée est une configuration d'aile de haute performances. Elle apporte :
- Une manœuvrabilité accrue à basse vitesse diminuant les risques de décrochage.
- Une implantation des ailes plus en arrière du fuselage, libérant l'avant pour la cabine ou une soute à bombes.

En contrepartie, la structure des ailes est soumise à des efforts mécaniques importants et l'avion s'avère plus difficile à contrôler.

## Usages militaires

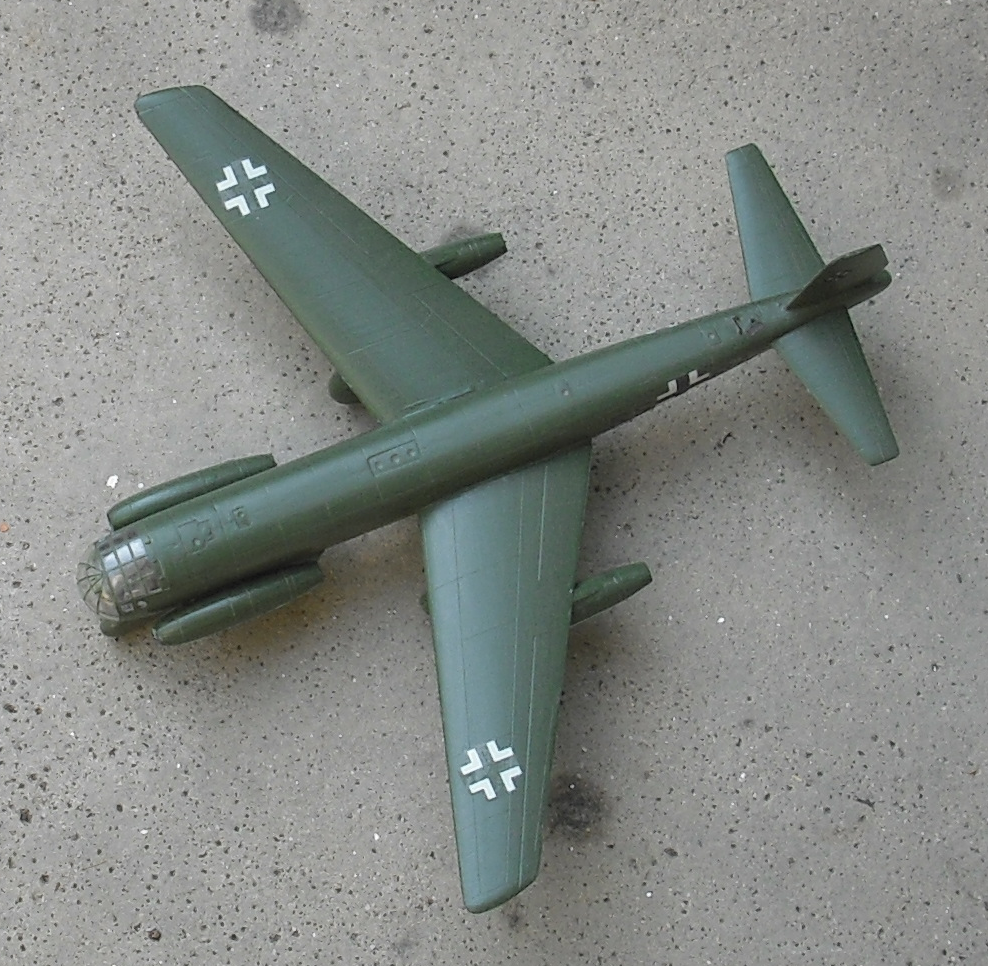
Maquette du Junkers Ju 287

Soukhoi Su-47

Elle apparaît pour la première fois sur le bombardier allemand Junkers Ju 287 et sur le chasseur-prototype chinois XP pendant la Seconde Guerre mondiale.
Après la guerre, le constructeur soviétique OKB s'inspire du Ju-287 pour créer le prototype OKB-1 EF 140. En 1948, il développe le Tsybin's LL-3.
Le NACA (le prédécesseur de la NASA) étudie le concept pour le premier avion supersonique Bell X-1. Mais elle l'écarte en raison de problèmes avec les extrémités d'aile, qui se déforment et nécessitent des matériaux plus résistants.
Le concept reste considéré comme impraticable, jusqu'à l'apparition des matériaux composites à la fin des années 1970. Les commandes de vol électriques fly-by-wire permettent aussi de maîtriser ces configurations très manœuvrables, mais instables.
Une version du General Dynamics F-16 Fighting Falcon SFW avec aile en flèche inversée est développée.
Mais c'est le Grumman X-29 qui est le premier avion mettant en œuvre le concept. Le premier prototype vole en 1984 avec une aile en flèche inversée et des ailerons canards. L'avion reste manœuvrable à un angle de 67° en montée.
Les progrès en matière de moteurs à poussée vectorielle et de missiles réduisent l'intérêt du concept.
L'intercepteur Northrop YF-23 Black Widow II ne retient pas le concept, mais des ailes trapézoïdales (ou ailes en diamant), c'est-à-dire en flèche classique sur le bord d'attaque et en flèche inversée sur le bord de fuite.
En 1997, le constructeur russe Soukhoï dévoile son Su-47 Berkut au Salon du Bourget. L’avion n’entre pas en production en série, malgré de nombreux vols d'essais et diverses démonstrations lors de salons aéronautiques.

## Usages civils
Plusieurs avions civils présentent des ailes en flèche légèrement inversée.
- Le Parrot de la société tchèque Czech Aircraft Works (CZAW) [4]
- L'avion d'affaires HFB 320 Hansajet dont 50 exemplaires sont construits à partir de 1964. Le but de l'aile inversée est de disposer d'une grande cabine qui ne soit pas entravée par l'aile.
- L'avion d'entraînement suédois Saab Safari en 1969 qui présente une aile en flèche légèrement inversée pour améliorer la visibilité.
- Le Scaled Composites Boomerang, un prototype à double moteur à pistons conçu pour voler même en cas de panne d'un moteur. Un seul exemplaire existe en 2007.
- Le Cessna NGP, un prototype monomoteur conçu comme le premier d'une famille destinée à remplacer les anciens Cessna 172 et Cessna 182.
- Beaucoup de planeurs d'entraînement biplaces à aile haute disposent d'aile en flèche légèrement inversée. Cela permet une implantation d'aile davantage sur l'arrière, libérant la vue pour l'occupant du siège arrière et aussi d'avoir la place arrière très proche du centre de gravité évitant ainsi les variations de centrage selon que cette place est occupée ou non. On peut citer les planeurs allemands Schleicher ASK13 et ASK21 ainsi que le planeur polonais Let Kunovice LET L-13 Blaník.
- L'avion de course conçu par Ettore Bugatti en 1937, Bugatti-De Monge 100P, a une flèche légèrement inversée, il n'a jamais volé à cause de la Seconde Guerre mondiale.

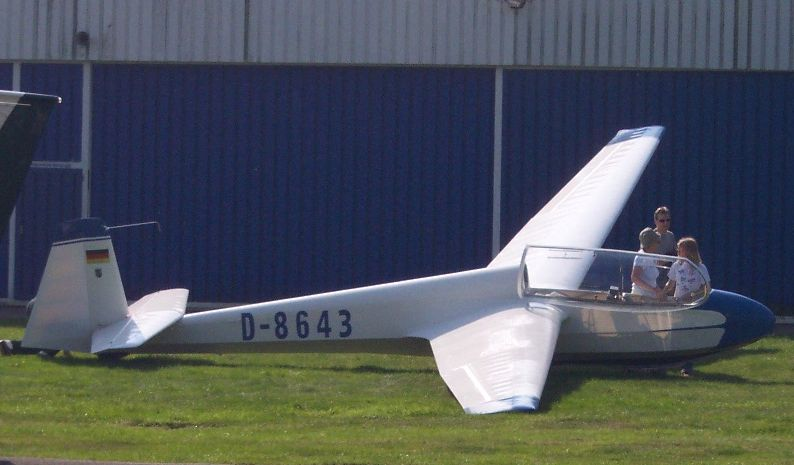
Planeur ASK 13